# Ishkq in Paris
Ishkq in Paris je hindský film z roku 2013, který natočil Prem Raj podle vlastního scénáře.

## Děj
Ishkq je krásná, temperamentní mladá žena. Žije v Paříži. Akash bydlí v Londýně. Ani jeden z nich netouží po manželství. Potkají se při cestě vlakem do Paříže. Povídají si a rozhodnou se užívat si pařížský noční život až do Akashova návratu do Londýna. Akash je jí fascinován a nemůže na ni zapomenout.
Při své další cestě do Paříže se s ní opět náhodou setkává, ačkoli se oba dohodli, že už se neuvidí. Sblíží se a Akash jí brzy vyzná lásku. Ale Ishkq dostane strach. Její rodiče se rozvedli, když byla malá a dodnes se se situací nedokáže vyrovnat. Proto se vyhýbá vztahům a bojí se závazků.
Ishkqina matka Marie vidí, jak je její dcera nešťastná, a mluví o neúspěchu svého manželství. Oba se v té době rozhodli o své kariéře, on jako malíř a ona jako herečka. V určité chvíli to oba nedokázali sladit s rodinou a rozešli se v dobrém. To povzbudí Ishkq k zahájení vážného vztahu s Akashem, který končí svatbou v Paňdžábu, kde se Ishkq po mnoha  letech znovu setkává se svým otcem.

## Obsazení
| Preity Zinta       | Ishkq               |
| Gaurav Chanana     | Akash               |
| Isabelle Adjaniová | Marie Elise         |
| Olivier Lafont     | Karan               |
| Shekhar Kapur      | Ranveer, otec Ishkq |
| Salman Khan        | sám sebe            |